# Qazaqstan Kubogy 2014
La Qazaqstan Kubogy 2014 è la 23ª edizione della Coppa del Kazakistan. Il torneo è iniziato il 23 aprile 2014 e terminerà nel novembre 2014. Il vincitore si qualificherà per il primo turno di qualificazione per l'Europa League 2015-2016.

## Primo turno
| Squadra 1      | Risultato | Squadra 2      |
| -------------- | --------- | -------------- |
| 23 aprile 2014 |           |                |
| Bäýterek       | 0 − 4     | Tobyl          |
| Oqjetpes       | 1 − 3     | Qairat         |
| Qyran          | 3 − 0     | Aqjaıyq        |
| Sunqar         | 0 − 2     | Qaisar         |
| Laşın          | 2 − 0     | Spartak Semeı  |
| CSKA Almaty    | 0 − 3     | Qyzyljar       |
| Ekibastuz      | 0 − 3     | Ordabasy       |
| Bolat          | 0 − 2     | Atyrau         |
| Gefest         | 5 − 1     | Jetisý         |
| Astana 1964    | 4 − 0     | Maqtaaral      |
| Kaspıı         | 1 − 4     | Vostok Óskemen |

## Secondo turno
| Squadra 1      | Risultato   | Squadra 2         |
| -------------- | ----------- | ----------------- |
| 14 maggio 2014 |             |                   |
| Vostok Óskemen | 1 − 2 (dts) | Atyrau            |
| Taraz          | 3 − 0       | Ordabasy          |
| Ertis          | 3 − 1       | Qyzyljar          |
| Tobyl          | 1 − 0       | Qyran             |
| Qaisar         | 0 − 3       | Aqtöbe            |
| Qairat         | 3 − 1       | Gefest            |
| Laşın          | 0 − 3       | Shahter Qaraǵandy |
| Astana         | 1 − 0       | Astana 1964       |

## Quarti di finale
| Squadra 1         | Risultato | Squadra 2 |
| ----------------- | --------- | --------- |
| 18 giugno 2014    |           |           |
| Shahter Qaraǵandy | 1 − 0     | Ertis     |
| Astana            | 4 − 0     | Tobyl     |
| Atyrau            | 1 − 3     | Qairat    |
| Aqtöbe            | 2 − 1     | Taraz     |

## Semifinali
| Squadra 1            | Totale | Squadra 2         | Andata | Ritorno         |
| -------------------- | ------ | ----------------- | ------ | --------------- |
| 16/24 settembre 2014 |        |                   |        |                 |
| Aqtöbe               | 2 - 2  | Astana            | 1 - 1  | 1 - 1 (4-3 dtr) |
| Qairat               | 4 - 0  | Shahter Qaraǵandy | 2 - 0  | 2 - 0           |

## Finale
| Arbitro: | Duzmambetov (Öskemen) |

|                                                     |           |                |
| Arzowmanyan 19’ (aut.) Gohou 30’, 64’ Darabayev 89’ | Marcatori | 29’ Logvïnenko |